# Santuari de la Verge del Toro
El santuari de la Verge del Toro, conegut també com a santuari de la Mare de Déu del Toro, és una església del municipi des Mercadal, a Menorca. Es troba al cim del Toro (358 m), la muntanya més alta de l'illa, i s'hi accedeix per una carretera de menys de tres quilòmetres que puja des de la vila des Mercadal.
És considerat el centre espiritual de Menorca i està consagrat a la Mare de Déu del Toro, venerada pels menorquins com a patrona de Menorca. Depèn del bisbat de Menorca i és gestionat per una comunitat de religioses franciscanes de la Misericòrdia. L'actual mossèn és Miquel Romero.
Després dels atacs de Barba-roja i Piali, varen construir aquesta torre amb idees defensives.

## Edifici
Té forma rectangular, amb una planta de 12 per 15 metres i una alçada de 10 metres.